# Save (dopływ Garonny)
Save – rzeka we Francji, przepływająca przez tereny departamentów Pireneje Wysokie, Gers i Górna Garonna, o długości 143,4 km. Stanowi dopływ rzeki Garonna.